# 安德烈·馬根加
安德烈·雲斯拉古·華倫謙·馬根加（André Venceslau Valentim Macanga，1978年5月14日—），是安哥拉的足球運動員，司職後衛。

## 球會生涯
馬根加在葡萄牙聯賽打滾多年，現在轉到科威特球會科威特競技。

## 國際賽生涯
他曾替安哥拉出席2006年世界盃，他亦是安哥拉後防線不可或缺一人。

## 連結
- Profile on national-football-teams.com （页面存档备份，存于）